# Rocío González
Rocío González Navas (Latacunga, 6 de noviembre de 1953) fue la primera dama de Ecuador desde el 24 de mayo de 2017 hasta el 24 de mayo de 2021, al ser la esposa del expresidente ecuatoriano Lenín Moreno.

## Biografía
Hija primogénita del matrimonio conformado por el coronel de policía Oswaldo González Lalama y su esposa, Graciela Navas, de quienes tiene otros dos hermanos llamados Oswaldo y Gissela. Además, fruto de otras dos relaciones posteriores de su padre, tuvo tres hermanos más: Soraya y Judith González Sánchez, y Oswaldo González Flores.
Además de Cotopaxi, provincia en cuya capital nació y creció, las raíces familiares de Rocío González se encuentran también en otras divisiones del centro del país como Tungurahua, de donde proviene su abuela paterna, Judith Lalama Jaramillo, específicamente de la ciudad de Ambato.
Inició su carrera profesional en la banca privada para luego independizarse y crear la revista “Guía de Oro”, con el objetivo de impulsar el turismo a través de sus publicaciones.
Durante el período en el que su esposo se desempeñó como Vicepresidente del Ecuador (2007-2013), participó en el proyecto de atención integral para las personas con discapacidad “Misión Solidaria Manuela Espejo”.
En el 2017, momento en que su esposo ejerce la presidencia de la República del Ecuador, Rocío es delegada para presidir el Comité Interinstitucional del Plan Toda una Vida, instrumento que operativiza el plan de Gobierno, con el fin de garantizar los derechos de las personas en situación de vulnerabilidad.

### Matrimonio y descendencia
González conoció a Lenín Moreno en una fiesta de Carnaval, y tras un año de noviazgo contrajeron matrimonio el 4 de octubre de 1974.[cita requerida] El 3 de enero de 1998 la pareja afrontó las consecuencias de un asalto con arma de fuego en el que Moreno recibió una herida de bala que le dejó en silla de ruedas, y desde entonces Rocío se convirtió en un pilar de su recuperación, aunque nunca volvió a caminar.[cita requerida]
Del matrimonio entre Rocío y Lenín Moreno nacieron tres hijas: Irina, Cristina y Carina.

## Vida pública

### Segunda dama
Cuando Rafael Correa ganó las elecciones presidenciales de Ecuador de 2006, y su binomio Lenín Moreno se convirtió automáticamente en vicepresidente del Ecuador, Rocío, también fue partícipe de la política ecuatoriana, siendo parte de la Misión Solidaria Manuela Espejo.
Después de abandonar la vicepresidencia, Lenín Moreno se retiró de la vida pública hasta el año 2015, cuando de cara a los comicios presidenciales de 2017, el presidente Rafael Correa empezó a perfilar nuevamente su imagen. Fue nombrado enviado especial de la ONU para temas de discapacidad, y se instaló por más de un año en un apartamento de la calle Quai Wilson, en Ginebra, junto a Rocío y su hija Irina.

### Primera dama

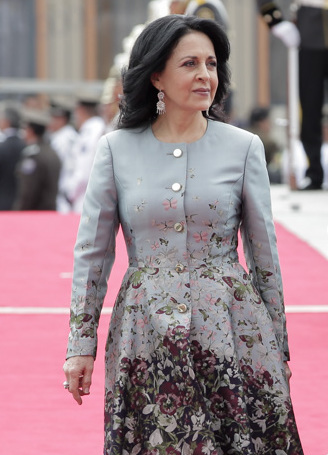
En la posesión presidencial de su esposo.

El cargo formal de primera dama de Ecuador fue suprimido durante la presidencia de Rafael Correa (2007-2017) por entenderlo anacrónico, machista, ilegítimo e inadecuado como fundamento de cualquier institución o función estatal. No obstante, ya desde la campaña presidencial de 2017, Rocío González manifestó su interés en participar en sectores sociales del gobierno.
En diferentes entrevistas concedidas a los medios de comunicación durante la campaña, Rocío manifestó que si su esposo ganaba a ella le gustaría involucrarse principalmente en la Misión Manuela Espejo, que brinda ayuda a personas en situaciones vulnerables, en especial aquellas con algún tipo de discapacidad. En otro ámbito, dijo que le gustaría apoyar el sector turístico mediante los lineamientos de la ONU para turismo sostenible, en el que se involucren a la comunidad y las mujeres artesanas y emprendedoras.
Tras la posesión de su esposo en mayo de 2017, Rocío fue nombrada delegada de la Presidencia para dirigir el Comité Interinstitucional del Plan "Toda Una Vida".  Como parte de sus labores acompaña al Presidente en algunas giras internacionales en las que comparte con otras autoridades y primeras damas su experiencia frente al proyecto "Toda Una Vida", como hizo en septiembre de 2017 durante la inauguración del 72.º período de sesiones de la Asamblea General de las Naciones Unidas, en Nueva York.
Con el programa "Casa Para Todos", parte del Comité que preside y en el que trabaja en conjunto con el Ministerio de Desarrollo Urbano y Vivienda, González ha reunido a las esposas de los alcaldes y prefectos de todo el país para coordinar acciones a escala nacional. De igual forma busca apoyo constante de instituciones internacionales como el Programa de las Naciones Unidas para el Desarrollo, ONU Mujeres, Unicef, el Programa Mundial de Alimentos, el Banco Mundial, las organizaciones mundiales del Turismo y la Salud, entre otros.

### Polémicas

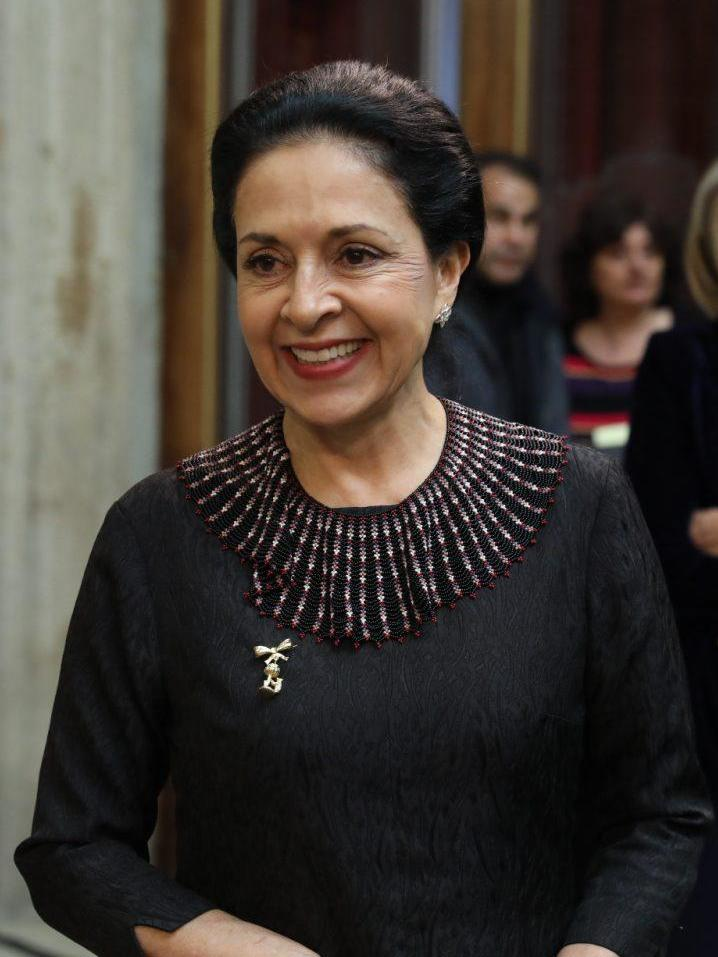
Fotografiada en 2017.

Uno de las más airadas críticas fue causada por un supuesto audio noticioso y difundido en redes sociales sobre la paralización del tráfico que González habría causado en la Gran Vía de Madrid para hacer compras, mientras acompañaba a su esposo en el marco de su primera gira presidencial por Europa en diciembre de 2017, sin embargo, el rumor fue desmentido por la misma radio.